# Letiště Kirkwall
Letiště Kirkwall (anglicky Kirkwall Airport, IATA: KOI, ICAO: EGPA) je největší vnitrostátní civilní letiště na Orknejských ostrovech ve Skotsku ve Spojeném království. Leží se na ostrově Mainland necelých 5 kilometrů od hlavního a největšího města souostroví – Kirkwall.
Letiště obsluhuje letecká společnost Loganair (od září 2017 pod značkou Flybe) a jsou odtud provozovány vnitrostátní lety do Aberdeenu, Glasgow, Edinburghu, Inverness a Sumburgh (Shetlandy).

## Historie
Letiště bylo navrženo a postaveno jako vojenská letecká základna na ochranu blízké námořní základny ve Scapa Flow. V roce 1948 bylo převedeno pod ministerstvo civilního letectví. V roce 1986 přešlo pod správu společnosti Highlands and Islands Airports.